# Certeze, Satu Mare
Certeze (în maghiară Avasújfalu, în germană Neudorf = „Satul Nou”) este satul de reședință al comunei cu același nume din județul Satu Mare, Transilvania, România.
Anual, în localitate este organizat festivalul folcloric „Sâmbra oilor”.

## Așezare
Localitatea Certeze este situată in nord-vestul Romaniei, în partea estică a județului Satu Mare, la 25 de km de granița cu Ucraina. Face parte din Țara Oașului.

## Istoric
Localitatea Certeze a fost atestată documentar în anul 1329, iar în anul 1493 este amintită în documente ca localitate românească din Oaș, ce aparținea domeniului familiei Móric din Medieș.

## Personalități
- Văsălie Moiș, jurist, senator, deputat